# Ибан фон Бернштейн
Ибан граф фон Бернштейн, при рождении — Янош Кёсеги, также известен как Янош Волк (1300-е годы — после 1382 года) — венгерско-австрийский дворянин XIV века. Член могущественной семьи Кесеги, главой которой он стал в 1324 году. Он совершал грабительские набеги как на венгерские, так и на австрийские земли. После своего поражения в Венгрии в 1327 году он поселился в Штирии и присягнул на верность дому Габсбургов. Постепенно интегрируясь в ряды австрийского дворянства, он стал прародителем рода Бернштейнов (или Пернштейнов).

## Происхождение
Янош Волк родился в знаменитой венгерской магнатской семье Кесеги. Один из сыновей могущественного олигарха Ивана Кесеги (? — 1308). Он родился в 1300-х годах, незадолго до смерти своего престарелого отца (апрель 1308 года), так как впервые появился в исторических документах только в 1325 году, а домен Ивана Кёсеги в Западной Трансданубии унаследовали племянники Яноша, Миклош III, затем Андраш, которые были определённо старше своего дяди. В сентябре 1326 года соборный капитул Дьёра назвал его «молодым дворянином». У Яноша был старший брат Грегори Кёсеги (отец Миклоша III и Андраша), который умер за несколько лет до его рождения. У него также была сестра, которая вышла замуж за некого Доминика. Кроме того, у Яноша был сводный брат от внебрачной связи его отца, Миклош (1282—1336), который избрал церковную карьеру и возвысился до сана епископа Дьёра.

## Его восстание в Венгрии
И Миклош III, и Андраш скончались без наследников в 1314 и 1324 годах соответственно. Янош унаследовал владения земли Андраша, став главой иванской ветви семьи Кесеги, которая когда-то управляла своими владениями независимо от монарха, состоящими из графств Дьёр, Мошон, Шопрон, Ваш, Зала и других земель, но семья смогла сохранить только комитат Ваш после неудавшегося восстания Андраша в 1317 году. Предполагается, что Янош Кёсеги наследником ишпана графства Ваш после смерти Андраша в 1324 году. Янош был впервые упомянут в исторических хрониках в июне 1325 года, когда Герборд Решнеки жаловался, что после смерти его отца фамильяр Деметрий Балаи, кастелян Немпти , вторгся и разграбил его земли в Решнеке несколько дней назад по приказу Яноша Кёсеги. Херборд был ранен, в то время как его брат был убит во время нападения. Король Венгрии Карл I приказал главе Вашвара в июле расследовать это нападение, но роль Яноша как подстрекателя не была доказана. В августе 1325 года Янош издал в Шарваре хартию о том, что он пожертвовал поместья Хидегсег и Фертогомок церкви Пресвятой Богородицы Фельзекетхей (современный Ноймаркт им Таухенталь, город Штадтшлайнинг в Австрии), в соответствии с завещанием его племянника.
Из-за определённых интриг выяснилось, что сводный брат Яноша, епископ Миклош Кесеги родился, когда его отец Иван Кесеги был ещё женат. Поэтому епископ обратился к папе римскому Иоанну XXII с просьбой освободить его от занимаемой должности в первой половине 1325 года. Папа римский предоставил это освобождение 30 июля. В следующем году появились сообщения о разграблении и захвате некоторых земель и поместий его епархии, а также соседней епархии Пассау. По просьбе Кесеги папа римский Иоанн в январе 1327 года передал Дьёрскую епархию под покровительство Святого Престола. Папа римский также назначил Хенрика, епископа Веспрема, как защитник Миклоша Кесеги («хранитель») в июне с целью восстановления благотворительности епархии. По словам историка Адама Вайка, Янош Кесеги стоял за нападениями на епархию Дьера. Соответственно, он передал Святейшему Престолу частную информацию о происхождении епископа, чтобы лишить его должности, и занял Сомбатхей и другие епископские поместья в графстве Ваш. Вполне вероятно, что он обратился против Миклоша в связи с открытым восстанием клана Кёсеги против королевской власти в 1327 году, к которому епископ отказался присоединиться.
Янош Кесеги вступил в союз с родом Бабоничей и поднял открытое восстание против короля Венгрии Карла I Роберта в 1327 году. Однако королевские военачальники Микш Акош и Александр Кецский победили их в течение нескольких месяцев. Во время военной кампании Кецский захватил у Яноша Шарвар, Немутуйвар (современный Гюссинг, Австрия) и ещё два форта в Кесеге с прилегающими деревнями и землями. Кецский был сделан ишпаном графства Ваш и каштеляном Шарвара, что положило конец наследственным должностям Яноша. Доминион Кесеги распался в Трансданубии, Янош потерял всю свою власть и влияние в регионе. Карл Роберт предоставил Александру Кецскому широкую власть в перераспределении земель для лояльной местной знати, и он применял королевскую милость к бывшим фамильярам Кесеги, из которых многие перешли на сторону королевской власти.
После своего падения Янош «Волк» Кёсеги смог удержать только Боростьянке (Бернштейн) и, возможно, Немпти. Впоследствии Бернштейн стал его резиденцией и центром его земель. Он издал свой устав там в марте 1333 года, где он был назван «Johannes dictus Farcas» (то есть «Иоанн Волк») в первый раз. В документе он вернул сыновьям Калмера Герегье поместье Позва (ныне город Залаэгерсег), которое было разрушено Иваном Кесеги десятилетиями ранее. Семьи Бабоничи и Кесеги, включая Яноша, заключили союз с герцогами Австрии против короля Венгрии Карла I Роберта в январе 1336 года. Когда 13 декабря после непродолжительной войны Карл Роберт подписал перемирие со своими врагами, он назвал членов этих двух семей «предателями Святой короны». В документе имя Яноша «Волка» ставилось на второе место среди предателей, вслед за его двоюродным братом Петером «Херцегом», но до Бабоничей.

## Верность Габсбургам
Война между Венгрией и Австрией продолжалась до 1339 года. Карл Роберт заставил Кёсеги отказаться от своих последних крепостей вдоль западных границ королевства в 1339 или 1340 году. Кузены Яноша присягнули на верность венгерской короне, но он выбрал другой путь. Янош Кёсеги и его «некоторые слуги» присягнули на верность герцогу Альбрехту II Австрийскому, в Хайнбурге в июне 1339 года. Герцог простил их" за все, что они сделали против его личности и страны " до этого. В документе Янош упоминается как «бывший» владелец Бернштейна. Карл Роберт конфисковал замок, который впоследствии стал королевской собственностью. После этого австрийские документы и письма ссылались на него как Ибан (также Yban, Iwan или Vban и т. д.), а иногда Иоганн (Иоганн или Ганс). Он принял титул графа фон Бернштейна (также Пернштейн или Пернштайн), несмотря на то, что фактически не владел крепостью, которая осталась в составе Венгрии. Его происхождение и титул графа доказали ему социальный статус в Австрии, где он занимал министерский пост дворянские семьи доминировали в управлении, и число семей древнего происхождения уменьшилось к концу 13 и 14 веков.
Вскоре после своего переселения в Австрию Ибан выкупил залог из доходов трибунала в Нойнкирхене. Он проживал в этом городе, который находится примерно в 40 километрах от замка Бернштейн. В последующие годы он получал доходы от окружающего Кирхбергского аббатства. Он купил земли в Штирии и Нижней Австрии, в основном в регионе между Нойнкирхеном и Винер-Нойштадтом, вдоль венгерской границы. Ибан женился на Агнес (умерла до 1363 года), дочери капитана Эберхарда V фон Вальзее, что привело к его быстрой интеграции в австрийскую аристократию. Он выступал в качестве арбитра и свидетеля в нескольких юридических документах, контрактах и судебных исках, из которых семья Вальзее была вовлечена в предстоящие десятилетия. У Ибана было по меньшей мере пятеро детей. Старший сын Генрих (Генрих) родился от его первого брака с неизвестной дворянкой. Он был ещё жив в 1377 году. Остальные сыновья были детьми Агнес фон Вальзе. Иоганн (Иоанн) избрал церковную карьеру, он был упомянут как викарий прихода Ригерсбург. Третий сын Ульрих женился на Иоганне фон Сонненберг. Он умер раньше своего отца между сентябрем 1381 и январем 1382 года. После смерти у него была несовершеннолетняя дочь Анна. В июньской хартии 1382 года четвёртый сын Ибана Петер также упоминался как умерший человек. У Ибана также была дочь Анна, которая вышла замуж за Отто фон Эренфельса, и она все ещё жила в 1397 году. До 1363 года Ибан женился на Эльсбет фон Пуххайм, вдове Отто фон Майссау (умер в 1359 году).
Граф Ибан фон Бернштейн на протяжении десятилетий финансово поддерживал герцогов Австрии. Первые документально подтвержденные займы были предоставлены Альбрехту II в 1340 и 1343 годах в обмен на доходы трибунала в Нойнкирхене. Интересно, что Ибан удалился с придворной службы во второй части правления герцога Альбрехта, умершего в 1358 году . Ему наследовал его старший сын Рудольф IV, который пригласил Ибана в герцогский совет. Среди других баронов, Ибан выступал в качестве советника в судебном процессе между Веной а Винер-Нойштадтом, который закончился доставкой вина и продажей в ноябре 1358 года. Ибан участвовал в войне против Баварии за Тироль в 1364 году. Ибан и его сын Генрих также присутствовали при основании Венского университета 12 марта 1365 года. Рудольфа IV, умерший в Италии, где готовилась вторая война против патриарха Лодовико, сменили совместно Альбрехт III и Леопольд III. Они унаследовали пустую казну и много долгов от своего брата. Ибан, купивший дом в Вене, в последующие годы одалживал герцогам крупные суммы денег. Он подписал этот документ, который предоставил Леопольду контроль над Тиролем, далее Австрией и Краиной, в то время как доходы будут разделены между братьями-герцогами в июле 1373 года. После заключения Нойбергского договора (1379), который определил раздел наследственных земель Габсбургов, земли Ибана в Штирии принадлежали герцогу Леопольду, в то время как его владения в Нижней Австрии находились под сюзеренитетом Альбрехта. В 1370-х годах Ибан получил от герцогов несколько залоговых земель (например, замки Маренберг и Аспанг). В последний раз он упоминался в этом качестве в июле 1382 года, когда Альбрехт III заложил форт Гутенштайн Ибану . Чтобы финансировать своих сюзеренов, Ибану также пришлось просить ссуды. В конце своей жизни он был должен трем еврейским торговцам в Нойнкирхене.
Спустя десятилетия после своего отъезда Ибан фон Бернштейн впервые посетил Венгрию в декабре 1361 года, когда Рудольф IV и его братья подписали договор о союзе с королем Венгрии Людовиком I, королем Польши Казимиром III и Мейнгардом III, графом Гориции-Тироля, в Прессбурге (современная Братислава в Словакии). Ибан заверил договор от имени Рудольфа вместе с несколькими другими австрийскими баронами. Согласно документу от июня 1368 года, Ибан взял ссуду у братьев Смерлейна и Эберлейна, двух еврейских ростовщиков в Шопроне. Ибан посетил замок Фракно (сегодня Форхтенштейн, Австрия) с Рудольфом фон Штадеком в декабре 1374 года. Они лично гарантировали надежность Миклошу Надьмартони («немец», Мертенсдорф), который присягнул на верность Альбрехту III и поклялся, что будет верно служить герцогу всеми своими силами и замком против всех, кроме венгерского монарха Людовика I. Надьмартони обещал нейтралитет в случае потенциальной войны между Австрией и Венгрией. Три года спустя Ибан также запечатал этот документ в Вене, в котором Наджимартони обещал не предлагать убежища тем, кто грабит и разрывает Австрию. Как выяснила историк Рената Скорка, ранее мятежный граф Ибан, который несколько раз грабил и грабил пограничные земли двух королевств, продолжая деятельность своего отца, стал опекуном и покровителем тех венгерских дворян, которые поступили на службу Габсбургов, и помогал поддерживать законный порядок в Штирии и Нижней Австрии до конца своей жизни. Ибан был в последний раз упомянут современными записями в октябре 1382 года.